# Peribatodes tangens
Peribatodes tangens är en fjärilsart som beskrevs av Barend J. Lempke 1970. Peribatodes tangens ingår i släktet Peribatodes och familjen mätare. Inga underarter finns listade i Catalogue of Life.